# Minaret des Quarante Filles
Le Manar-e Tchehel Dokhtaran ou minaret des Quarante Filles est un minaret à Ispahan, en Iran. Datant de 1107-1108 (époque seldjoukide), il mesure 30 mètres de haut,.